# 彝语中部方言
彝语中部方言，是彝语的一种方言，使用人数50万人。和傈僳语关系密切。主要分布在云南省中部。分布范围东至元谋、禄丰，与东部方言区接界；南至双柏、镇沅，与南部方言区接界；西至祥云、巍山，与西部方言区接界；北至永仁、宾川，与北部方言区接界。

## 划分
中部方言分为两个土语。
- 倮倮泼土语，又称南华土语：30万人使用，分布在南华县、祥云、巍山、景东、楚雄、双柏、禄丰、姚安、牟定一带。分为第一（南华）、第二（双柏）、第三（姚安）三个次土语。
- 里泼土语，又称大姚土语：大姚县、永仁一带。

里泼人有四分之一被定为傈僳族。里泼土语也被称为东傈僳语。

## 语音
中部方言的语音特点是声母数量较少，没有鼻冠浊音和清化鼻音。

## 文字
在中部方言区未发现传统文字。20世纪初，柏格理苗文被应用于里泼土语，目前仍在里泼基督徒中使用。